# Пакетт (Міссісіпі)
Пакетт (англ. Puckett) — селище (англ. village) в США, в окрузі Ренкін штату Міссісіпі. Населення — 342 особи (2020).

## Географія
Пакетт розташований за координатами 32°5′2″ пн. ш. 89°46′58″ зх. д. / 32.08389° пн. ш. 89.78278° зх. д. (32.083988, -89.782773).  За даними Бюро перепису населення США в 2010 році селище мало площу 5,64 км², з яких 5,63 км² — суходіл та 0,01 км² — водойми.

## Демографія
Згідно з переписом 2010 року, у селищі мешкало 316 осіб у 124 домогосподарствах у складі 90 родин. Густота населення становила 56 осіб/км².  Було 139 помешкань (25/км²).
Расовий склад населення:
| - 98,4 % — білих - 0,3 % — чорних або афроамериканців - 0,3 % — азіатів |

До двох чи більше рас належало 0,9 %. Частка іспаномовних становила 0,6 % від усіх жителів.
За віковим діапазоном населення розподілялося таким чином: 26,6 % — особи молодші 18 років, 58,8 % — особи у віці 18—64 років, 14,6 % — особи у віці 65 років та старші. Медіана віку мешканця становила 38,8 року. На 100 осіб жіночої статі у селищі припадало 107,9 чоловіків;  на 100 жінок у віці від 18 років та старших — 100,0 чоловіків також старших 18 років.
Середній дохід на одне домашнє господарство  становив 53 160 доларів США (медіана — 45 833), а середній дохід на одну сім'ю — 61 716 доларів (медіана — 63 036). За межею бідності перебувало 25,4 % осіб, у тому числі 31,3 % дітей у віці до 18 років та 36,4 % осіб у віці 65 років та старших.
Цивільне працевлаштоване населення становило 145 осіб. Основні галузі зайнятості: освіта, охорона здоров'я та соціальна допомога — 26,9 %, будівництво — 16,6 %, фінанси, страхування та нерухомість — 9,0 %, виробництво — 7,6 %.